# Katherine Heigl
Katherine Marie Heigl (Washington, 1978. november 24. –) Primetime Emmy-díjas amerikai színésznő, filmproducer és egykori modell.
Többek között a Roswell és A Grace klinika című televíziós sorozatokból ismert. Utóbbival egy Primetime Emmy-díjat nyert és kétszer jelölték Golden Globe-díjra. Filmszerepei közé tartozik a Felkoppintva (2007) és a 27 idegen igen (2008).

## Élete és pályafutása
Katherine Heigl Washingtonban született, azonban New Canaanban nőtt fel. 1986-ban bátyja, Jason meghalt egy autóbalesetben. Karrierjét modellként kezdte. Kilencévesen (1987) már a fényképezőgép előtt állt.
1992-ben Juliette Lewis és C. Thomas Howell oldalán játszott a Holdfényes éjszakán című romantikus filmdrámában. 1993-ban Steven Soderbergh A hegyek ura című rendezésében tűnt fel. 1994-ben megkapta első főszerepét Gérard Depardieu lányaként az Apám a hős című vígjáték-drámában. Az 1995-ös Száguldó erőd című akcióthrillerben Steven Seagal unokahúgát játszotta.
1997-ben, érettségijét követően édesanyjával Malibuba költözött. Ezután a Lovagok háborúja (1997), a Vihar (1998), A város kissé bogaras (1998) és Chucky menyasszonya (1998) című filmekben szerepelt. 1999-ben megkapta a Roswell című sorozat főszerepét. Ekkoriban több egész estés mozi- és tévéfilmet is forgatott – Túl sok nő (2000), Véres Valentin (2001), Szelíd szerelem (2003), A gonosz sosem alszik (2003), A szerelem mindent kibír (2004), Romy és Michele: A kezdetek (2005), A pofátlan (2005).
2005-től Dr. Isobel "Izzie" Stevenset alakította A Grace klinika című sorozatban, egészen 2010-ig, amikor távozott a sorozatból, arra hivatkozva, hogy több időt szeretne tölteni örökbefogadott kislányával. 2007-ben Primetime Emmy-díjat kapott a sorozatban nyújtott alakításáért. 2007-ben Judd Apatow rendező kifejezetten Heigl-t szerette volna a Felkoppintva című film női főszerepére, amit ő el is vállalt. Részt vett a Felicity című filmsorozat meghallgatásán, de a szerepet végül Keri Russellnek adták. Az Alias című filmsorozat főszerepére és egy másik szerepre is pályázott, de végül azokat is mások kapták meg.

## Magánélete
1994-ben Joseph Lawrence színésszel randevúzott. 2006 júniusában Josh Kelley énekes eljegyezte. 2007-ben kötöttek házasságot. 2009-ben, Dél-Koreából fogadtak örökbe egy 9 hónapos kislányt, Naleigh-t. Másik kislányuk, Adalaide hozzájuk hasonlóan amerikai, őt 2012-ben adoptálták. Első közös gyermekük kisfiú, 2016. december 20-án született és a Joshua nevet kapta. A család Oakley-ban (Utah) él.[forrás?]

## Modellként
1987-ben, kilencévesen kezdett modellkedni. Dolgozott az Elite modellügynökségnek, 2000-ben a #99 helyezést ért el a Maxim magazin a világ 100 legszexisebb nője listáján. 2002-ben a Stuff magazin világ 72. legszexisebb nőjének választotta. Pózolt a 2005. októberi FHM magazin naptár mellékletében. Ez a magazin 2005-ben a világ 55. legszexisebb nőjének választotta, 2006-ban pedig a 19. helyre rangsorolta.

## Filmográfia

### Film
| Év   | Magyar cím            | Eredeti cím                   | Szerep                   | Magyar hang        |
| ---- | --------------------- | ----------------------------- | ------------------------ | ------------------ |
| 1992 | Holdfényes éjszakán   | That Night                    | Kathryn                  | Vadász Bea         |
| 1993 | A hegyek ura          | King of the Hill              | Christina Sebastian      |                    |
| 1994 | Apám, a hős           | My Father the Hero            | Nicole Arnel             | Bogdányi Titanilla |
| 1994 | Apám, a hős           | My Father the Hero            | Nicole Arnel             | Roatis Andrea      |
| 1995 | Száguldó erőd         | Under Siege 2: Dark Territory | Sarah Ryback             | Szénási Kata       |
| 1997 | Lovagok háborúja      | Prince Valiant                | Ilene hercegnő           | Hámori Eszter      |
| 1998 | A város kissé bogaras | Bug Buster                    | Shannon Griffin          | Vadász Bea         |
| 1998 | Chucky menyasszonya   | Bride of Chucky               | Jade Kincaid             | Németh Borbála     |
| 2000 | Túl sok nő            | 100 Girls                     | Arlene                   | F. Nagy Erika      |
| 2001 | Véres Valentin        | Valentine                     | Shelley Fisher           | Oroszlán Szonja    |
| 2003 |                       | Descendant                    | Ann Hedgerow             |                    |
| 2005 |                       | Side Effects                  | Karly Hert               |                    |
| 2005 | A pofátlan            | The Ringer                    | Lynn Sheridan            | Haffner Anikó      |
| 2006 | Út a világ végére     | Zyzzyx Road                   | Marissa                  |                    |
| 2006 | A kávézó              | Caffeine                      | Laura                    | Mics Ildikó        |
| 2007 | Felkoppintva          | Knocked Up                    | Allison Scott            | Kéri Kitty         |
| 2008 | 27 idegen igen        | 27 Dresses                    | Jane Nichols             | Mezei Kitty        |
| 2009 | A csúf igazság        | The Ugly Truth                | Abby Richter             | Kéri Kitty         |
| 2010 | Bérgyilkosék          | Killers                       | Jennifer "Jen" Kornfeldt | Mezei Kitty        |
| 2010 | Ilyen az élet         | Life as We Know It            | Holly Berenson           | Mezei Kitty        |
| 2011 | Szilveszter éjjel     | New Year's Eve                | Laura Carrington         | Horváth Lili       |
| 2012 | A szingli fejvadász   | One for the Money             | Stephanie Plum           | Mezei Kitty        |
| 2013 | A nagy nap            | The Big Wedding               | Lyla Griffin             | Mezei Kitty        |
| 2014 | A mogyoró-meló        | The Nut Job                   | Andie (hangja)           | Mezei Kitty        |
| 2014 | Jackie és Ryan        | Jackie & Ryan                 | Jackie Laurel            | Mezei Kitty        |
| 2015 | Otthon, édes pokol    | Home Sweet Hell               | Mona Champagne           | Szávai Viktória    |
| 2015 | Jenny esküvője        | Jenny's Wedding               | Jenny Farrell            | Mezei Kitty        |
| 2017 | Öldöklő szerelem      | Unforgettable                 | Tessa Connover           | Mezei Kitty        |
| 2017 | A mogyoró-meló 2.     | The Nut Job 2                 | Andie (hangja)           | Mezei Kitty        |
| 2021 | Rain világa           | Fear of Rain                  | Michelle Burroughs       | Mezei Kitty        |

### Televízió

#### Tévéfilm
| Év   | Magyar cím                  | Eredeti cím                        | Szerep               | Magyar hang         |
| ---- | --------------------------- | ---------------------------------- | -------------------- | ------------------- |
| 1996 | Különös kívánság            | Wish Upon a Star                   | Alexia Wheaton       | Tompos Kátya        |
| 1998 | Vihar                       | Stand-ins                          | Taffy-Rita           | Vadász Bea          |
| 2003 | Atomhajsza                  | Critical Assembly                  | Aizy Hayward         | Mezei Kitty         |
| 2003 |                             | Vegas Dick                         | Madeline             |                     |
| 2003 | Szelíd szerelem             | Love Comes Softly                  | Marty Claridge       | Majsai-Nyilas Tünde |
| 2003 | A gonosz sosem alszik       | Evil Never Dies                    | Eve                  | Zsigmond Tamara     |
| 2003 | Üvöltő szelek               | Wuthering Heights                  | Isabel Linton        | Mezei Kitty         |
| 2004 | A szerelem mindent kibír    | Love's Enduring Promise            | Marty Claridge Davis |                     |
| 2005 | Romy és Michele: A kezdetek | Romy and Michele: In the Beginning | Romy White           | Mezei Kitty         |

#### Sorozat
| Év        | Magyar cím                            | Eredeti cím       | Szerep                              | Megjegyzések                                             |
| --------- | ------------------------------------- | ----------------- | ----------------------------------- | -------------------------------------------------------- |
| 1999–2002 | Roswell                               | Roswell           | Isabel Evans                        | főszereplő (61 epizód)                                   |
| 2002      |                                       | The Twilight Zone | Andrea Collins                      | 1 epizód                                                 |
| 2005–2010 | A Grace klinika                       | Grey's Anatomy    | Dr. Izzie Stevens                   | - főszereplő (120 epizód) - magyar hangja: - Mezei Kitty |
| 2014–2015 | Az elnök árnyékában                   | State of Affairs  | Charleston "Charlie" Whitney Tucker | - főszereplő (13 epizód) - vezető producer (7 epizód)    |
| 2017      |                                       | Doubt             | Sadie Ellis                         | főszereplő (13 epizód)                                   |
| 2018–2019 | Briliáns elmék                        | Suits             | Samantha Wheeler                    | főszereplő (26 epizód)                                   |
| 2021–2023 | Firefly Lane – Szentjánosbogár lányok | Firefly Lane      | Tully Hart                          | főszereplő és vezető producer                            |

## Fordítás
Ez a szócikk részben vagy egészben az Katherine Heigl című angol Wikipédia-szócikk fordításán alapul.  Az eredeti cikk szerkesztőit annak laptörténete sorolja fel. Ez a jelzés csupán a megfogalmazás eredetét és a szerzői jogokat jelzi, nem szolgál a cikkben szereplő információk forrásmegjelöléseként.